# جان داونپورت (خاورشناس)
جان داونپورت (۱۷۸۹–۱۸۷۷) شرق‌شناس انگلیسی بود. وی بیشتر برای کتاب خود با نام عذر تقصیر به پیشگاه محمد و قرآن شناخته شده‌است که ترجمهٔ آن برگزیدهٔ کتاب سال سلطنتی شد.

## زندگی
داونپورت در ۸ ژوئن ۱۷۸۹ در لندن به دنیا آمد و همچون پدرش مستخدم بود. او از طریق نوشتن مطالب متفرقه و چاپ کتاب امرار معاش می‌کرد و در اواخر عمر بینایی‌اش را از دست داد. او چند کتاب اروتیک نیز منتشر کرده‌است.